# Полтавка (Воронежская область)
Полтавка — село в Богучарском районе Воронежской области.
Входит в состав Дьяченковского сельского поселения.

## География
Расположено на правом берегу реки Левая Богучарка, в пяти километрах от центра сельсовета с. Дьяченково.

### Улицы
- ул. Луговая,
- ул. Мира,
- ул. Центральная,
- ул. Чапаева.

## Население
| 1859 | 1897  | 2000 | 2005 | 2010 |
| ---- | ----- | ---- | ---- | ---- |
| 1078 | ↗1757 | ↘701 | ↘602 | ↘523 |

## История
Основано крестьянскими переселенцами из Полтавской губернии.